# Uwe A. Oster
Uwe A. Oster (geb. 1964) ist ein deutscher Historiker, Autor und Redakteur.

## Leben und Wirken
Uwe A. Oster studierte Geschichte und Germanistik an der Eberhard Karls Universität Tübingen. Nach einem Volontariat und der anschließenden Tätigkeit als Redakteur bei der Hohenzollerische Zeitung wechselte er zum Geschichtsmagazin Damals, wo er von 1996 bis 2012 als stellvertretender Chefredakteur tätig war. Seit 2013 ist er Redaktionsleiter der Aroser Zeitung.
Osters besonderes Interesse gilt der preußischen Geschichte. Neben zahlreichen anderen Publikationen stammen aus seiner Feder die Werke Preußen. Geschichte eines Königreichs, Wilhelmine von Bayreuth. Das Leben der Schwester Friedrichs des Großen und Der preußische Apoll. Prinz Louis Ferdinand von Preußen.